# ネッカー (小惑星)

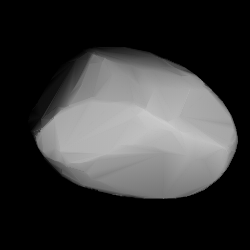
光学曲線からモデル化した形

ネッカー(1223 Neckar)は、小惑星帯外側の領域に存在する岩石質のコロニス族の小惑星である。直径は、約25 kmである。1931年にケーニッヒシュトゥール天文台で、カール・ラインムートが発見し、ドイツにあるネッカー川に因んで命名された。S型小惑星で、自転周期は7.8時間である。

## 発見
ネッカーは、1931年10月6日にドイツの天文学者カール・ラインムートにより、ドイツ南西部にあるケーニッヒシュトゥール天文台で発見された。その5日後、ユックルにあるベルギー王立天文台でフェルナン・リゴーが独立に発見したが、小惑星センターは、前者の発見のみを認めている。この小惑星は、1907年11月には、ケーニッヒシュトゥール天文台で、A907 VDとして観測されていたため、w:observation arcは、公式な発見よりも24年間延長された。

## 軌道と分類
ネッカーは、ほぼ共平面の楕円軌道を持ち、外小惑星帯の非常に大きな小惑星族であるコロニス族を構成する主要な小惑星の1つである。コロニスに因んで名づけられたこの小惑星族は、少なくとも20億年前に、2つの大きな天体の破局的衝突により形成されたと考えられている。小惑星帯外側のカークウッドの空隙付近となる太陽から2,7-3.0天文単位の軌道を4年10か月（1775日）かけて公転している。軌道離心率は0.06、軌道傾斜角は黄道面に対して3°である。

## 物理的性質
トーレンの分類では、ネッカーは、一般的な岩石質のS型小惑星に分類される。また、パンスターズでもS型に分類されている。

### 自転周期
光学曲線からは、自転周期は7.763及び7.81時間、光度の振れ幅は0.18及び0.45等級となる。しかし、リチャード・ビンゼルとエド・テデスコが1970年代から1980年代に行った測光観測ではより長い周期が示され、現在ではこれは誤りと考えられている。
2010年と2014年に行われたw:Palomar Transient Factoryでは、7.80及び7.8273時間の自転周期を示すR帯の2つの光学曲線が得られた。スピン軸は何度か決定され、最も信頼性の高い結果は、ポーランドの天文学者が率いるグループが実施したもので、黄道座標上の2つの極(70.0°, 45.0°)と(225.0°, 42.0°)が得られた。

### 直径とアルベド
あかりや広域赤外線探査衛星及びその後継のNEOWISEによる観測で、各々、ネッカーの直径は22.783及び26.07 km、表面のアルベドは0.146及び0.201と測定された。Collaborative Asteroid Lightcurve Linkは、Morrisonが1970年代に得た0.123というアルベドを採用し、絶対等級10.66から、直径を27.96 kmとしている。

## 命名
ドイツ南西部を流れ、特に発見地であるハイデルベルクを通るネッカー川に因んで名づけられた。この川は、シュヴァルツヴァルトを源流とし、ライン川に合流する。ポール・ハーゲットの1955年の著作The Names of the Minor Planetsで初めて公表された。